# Дейвид Таулес
Дейвид Джеймс Таулес (на английски: David James Thouless) е шотландски физик, работил през по-голямата част от живота си в Съединените щати.

## Биография
Роден е на 21 септември 1934 година в Беърсден, Източен Дънбартъншър. Завършва Кеймбриджкия университет, а през 1958 година защитава докторат в Университета „Корнел“. Работи последователно в Калифорнийския университет – Бъркли (1958 – 1965), Бирмингамския университет (1965 – 1978), Йейлския университет (1979 – 1980) и Вашингтонския университет (от 1980). Приносите му са в областта на физиката на кондензираната материя.
През 2016 година Таулес получава Нобелова награда за физика, заедно с Дънкан Халдейн и Майкъл Костерлиц, „за теоретични открития на топологичните фазови преходи и топологичните фази на материята“.